# Уръёль (посёлок)
Уръёль — посёлок в Корткеросском районе республики Коми в составе сельского поселения Керес.

## География
Расположен примерно в 47 км по прямой на восток от районного центра села Корткерос.

## История
Официально зарегистрирован в конце 1951 года как посёлок Верхний Лабором. С 1976 года Уръёль. Население составляло 637 человек в 1970 году, 548 в 1989 (коми 56 %, русские 30 %), 458 в 1995.

## Население
| 2010 |
| ---- |
| 264  |

Постоянное население составляло 383 человека (русские 29 %, коми 58 %) в 2002 году, 264 — в 2010.